# Drei Farben: Rot
Drei Farben: Rot ist der letzte Spielfilm des polnischen Regisseurs Krzysztof Kieślowski aus dem Jahr 1994 und Abschluss seiner Drei-Farben-Trilogie zur französischen Flagge, deren Farbstreifen Freiheit, Gleichheit und Brüderlichkeit symbolisieren.

## Handlung
Valentine, eine Studentin in Genf, die als Fotomodell ihr Geld verdient, steckt gerade in einer Beziehungskrise. Auf dem Heimweg von einem Fototermin fährt sie den Schäferhund eines pensionierten Richters an. Auf der Suche nach dem Besitzer des verletzten Tiers begegnet sie einem alten, zynischen Mann, der sich scheinbar aus der Welt zurückgezogen hat. Seinen Kontakt zur Außenwelt wahrt er sich über das Abhören, Mitschneiden und Manipulieren der Telefonate seiner Nachbarn. Als Valentine das bemerkt, ist sie zunächst entsetzt. Bald aber überwiegt die Faszination, die der selbsternannte Schicksalslenker auf sie ausstrahlt. Es beginnt eine sonderbare Beziehung zwischen den beiden, die die Grenzen zwischen Zufall und Schicksal verschwimmen lässt.
Auguste, einer der Nachbarn, ist gerade dabei, sein Richterexamen abzulegen; als ihm zufällig das Buch hinfällt, schlägt es die Seite auf, die er kennen muss, um das Examen zu bestehen. Dasselbe ist auch Valentines Freund, dem pensionierten Richter, in seiner Jugend widerfahren – aus weiteren Parallelen, insbesondere einem Treubruch der Freundin, ergibt sich, dass Auguste, der junge Rechtskandidat, eine Wiederverkörperung des resignierten alten Richters ist. Die Wege Augustes und Valentines kreuzen sich fast täglich, sie begegnen sich, ohne sich je kennenzulernen.
Erst auf einer Reise nach England bringt sie das Schicksal zusammen: Ein gewaltiges Unwetter führt auf der Überfahrt zu einer tödlichen Katastrophe – die Fähre sinkt; historische Vorbilder sind die 1993 in der Ostsee gesunkene Jan Heweliusz und die 1987 im Ärmelkanal havarierte Herald of Free Enterprise, von deren Untergang Bildmaterial stammen soll. In diesem Finale begegnet man den Protagonisten der gesamten Trilogie wieder. Unter den sieben Geretteten sind neben Valentine und Auguste (Drei Farben: Rot) Karol und Dominique (Drei Farben: Weiß) sowie Julie und Olivier (Drei Farben: Blau).

## Kritiken
Drei Farben: Rot gilt als Meisterwerk, was sich auch in den Auswertungen US-amerikanischer Aggregatoren widerspiegelt. So erfasst Rotten Tomatoes ausschließlich wohlwollende Besprechungen, Metacritic nur Höchstwertungen. Insbesondere letzteres gelang nur wenigen Filmen.  Und They Shoot Pictures, Don’t They? zählt Drei Farben: Rot zu den angesehensten Werken der Filmgeschichte. Unter anderen zählte Starkritiker Roger Ebert die Trilogie zu seinen Lieblingsfilmen und hob Rot als dessen Höhepunkt hervor.
Der film-dienst feierte Kieślowskis Film in seiner zeitgenössischen Kritik als glänzenden Abschluss seiner Trilogie. Drei Farben: Rot werfe „ein formal brillantes, zuweilen in seiner Perfektion etwas glatt wirkendes, aber stets tiefgründiges und vielschichtiges Panorama menschlicher Verständigungs- und Entfremdungsformen, durchdrungen von Skepsis und zugleich geprägt von einem humanen Interesse am Schicksal der Mitmenschen“.

## Auszeichnungen
- Boston Society of Film Critics Awards 1994
  - Bester fremdsprachiger Film
- Camerimage 1994
  - nominiert für den Goldenen Frosch
  - Silbernen Frosch für das Drehbuch
- Internationale Filmfestspiele von Cannes 1994
  - nominiert für die Goldene Palme
- Vancouver International Film Festival 1994
  - Publikumspreis
- Europäischer Filmpreis 1994
  - nominiert als Bester Film (als Teil der Drei-Farben-Trilogie)
- Chicago Film Critics Association Awards 1995
  - Bester fremdsprachiger Film
- Oscar 1995
  - nominiert für drei Oscars: Beste Regie, Bestes Originaldrehbuch und Beste Kamera
- BAFTA Award 1995
  - nominiert für vier BAFTA Awards: Beste Regie, Beste Hauptdarstellerin, Bester fremdsprachiger Film und Bestes adaptiertes Drehbuch
- Bodil 1995
  - Bester nicht-amerikanischer Film
- César 1995
  - Beste Filmmusik
  - nominiert für 6 Césars: Bester Film, Beste Regie, Bestes Drehbuch, Bester Hauptdarsteller, Beste Hauptdarstellerin und Bester Ton
- Syndicat Français de la Critique de Cinéma 1995
  - Bester französischer Film
- Golden Globe Award 1995
  - nominiert als Bester fremdsprachiger Film
- Independent Spirit Awards 1995
  - Bester internationaler Film
- Los Angeles Film Critics Association Awards 1995
  - Bester fremdsprachiger Film
- National Society of Film Critics Award 1995
  - Bester fremdsprachiger Film
- New York Film Critics Circle Awards 1995
  - Bester fremdsprachiger Film